# Microsema
Microsema är ett släkte av fjärilar. Microsema ingår i familjen mätare.

## Bildgalleri

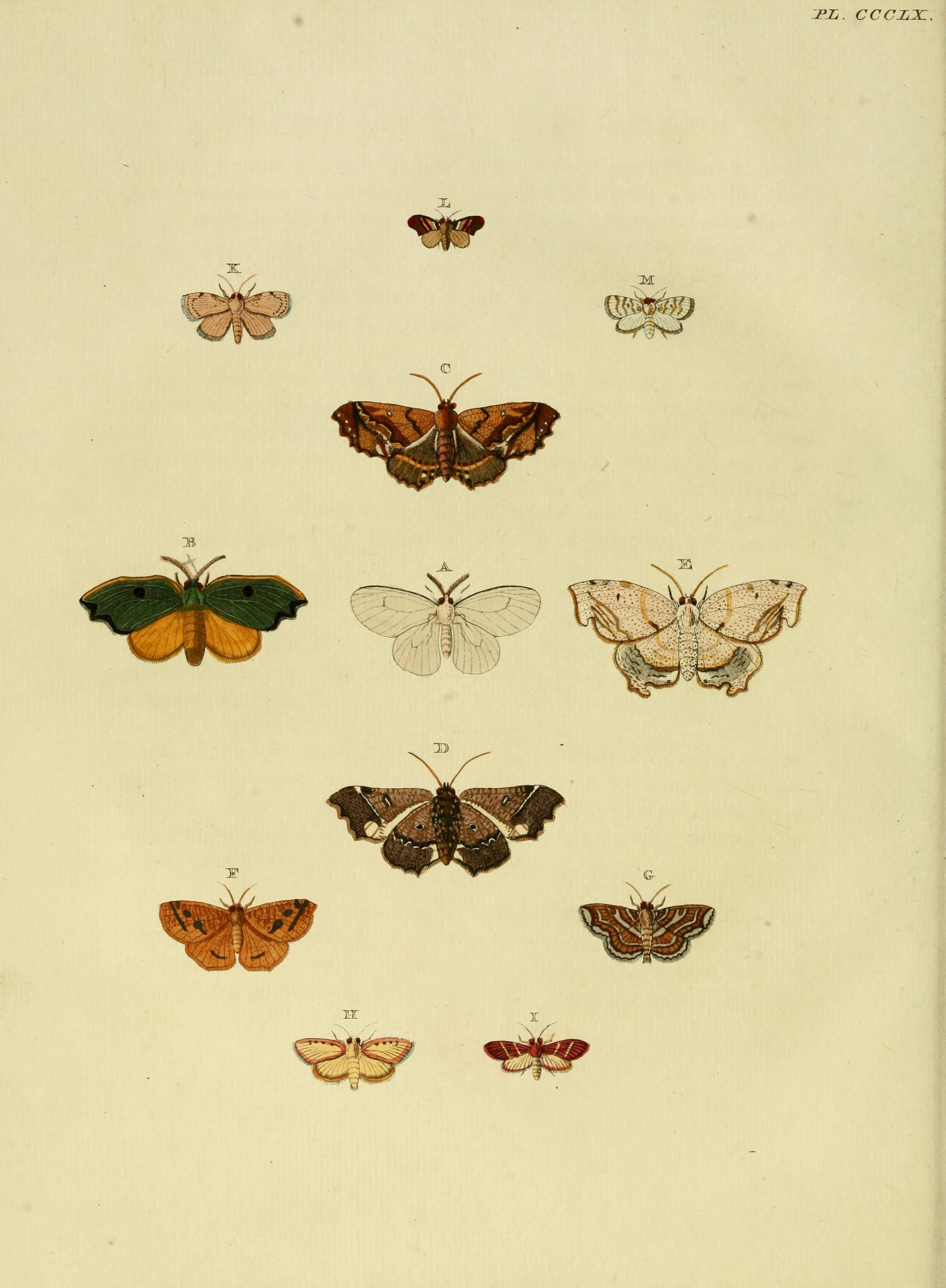

## Dottertaxa tillMicrosema, i alfabetisk ordning[1]
- Microsema anna
- Microsema asteria
- Microsema attenuata
- Microsema calbisaria
- Microsema carolinata
- Microsema circulitaria
- Microsema crocearia
- Microsema croceata
- Microsema ennomaria
- Microsema flexilinea
- Microsema gladiaria
- Microsema heterolocha
- Microsema icaunaria
- Microsema immaculata
- Microsema inapicata
- Microsema ligulifera
- Microsema maldama
- Microsema nazidaria
- Microsema nitida
- Microsema nubilata
- Microsema numicusaria
- Microsema pazata
- Microsema plagiata
- Microsema punctinotata
- Microsema quadripunctaria
- Microsema rhombaria
- Microsema rubedinaria
- Microsema seriaria
- Microsema subcarnea
- Microsema subobscurata
- Microsema telysaria
- Microsema timandrata
- Microsema ustimacula
- Microsema uxiaria
- Microsema vulgaris